# Малышев, Борис Александрович

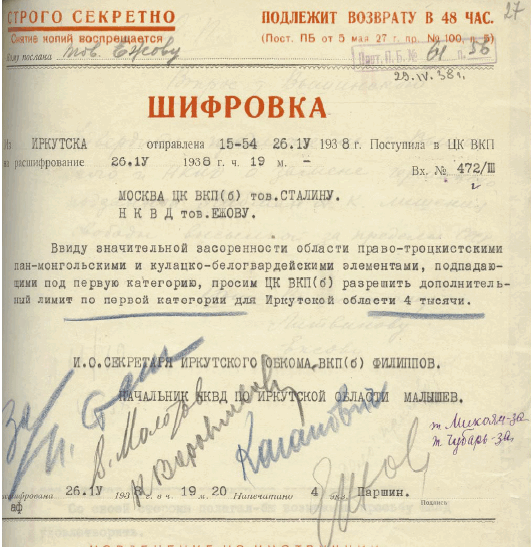
Просьба и. о. секретаря Иркутского обкома А. А. Филиппова и начальника НКВД Иркутской обл. Б. А. Малышева об увеличении лимита по первой категории с резолюциями членов Политбюро

Бори́с Алекса́ндрович Ма́лышев, он же до 1937 г. Фёдор (или Федот) Лукич Ильюченко (1895, с. Клишек Черниговской губернии — 27 июля 1941) — деятель советских спецлужб, начальник Управления НКВД по Иркутской области в 1938—1939 гг., старший майор государственной безопасности. Входил в состав особой тройки НКВД СССР.

## Биография
Украинец. Уроженец села Клишек Черниговской губернии. Родился в семье рабочего. Образование получил в 3-классном сельском училище, затем 2 с половиной года обучался в городском училище, которое окончил экстерном.
С 1908 года «мальчик» (подсобный рабочий) у частных лиц. Позднее до 1914 г. младший дозировщик кислот в кислотных мастерских в г. Шостка. С 1914 по январь 1915 помощник конторщика и позднее конторщик на капсульном заводе в г. Шостка.
Вступил в РСДРП(б) в октябре 1917 г. C ноября 1917 по январь 1918 — член президиума, заместитель председателя Кролевецкого УИК. В феврале — мае 1918 г. на подпольной работе в Кролевецком уезде.
26 июня 1938 г. избран депутатом Верховного Совета РСФСР 1-го созыва.

### В армии

#### В царской армии
Призван в армию рядовым пехотной учебной команды, рядовой пулеметной учебной команды,
- С января 1915 — рядовой-пулеметчик на фронте; получил в боях ранение и контузию;
- Произведен в младшие унтер-офицеры;
- В январе 1917 разжалован в рядовые;
- С января по сентябрь 1917 — младший писарь полка;
- С апреля по июль 1917 председатель полкового комитета;
- В сентябре 1917 дезертировал из полка;

#### В Красной Армии
- С ноября 1917 — май 1918 — заместитель председателя Исполнительного комитета Кролевецкого уездного Совета, на подпольной работе (Черниговская губерния)
- С мая 1918 — инструктор пулеметных курсов РККА, Москва;
- В 1918 пом. военкома 11 пограничного района, Брянск;
- В 1918—1919 военком 11 пограничного полка;
- В 1919—1920 помощник военкома, а затем военком 1 Богунской бригады
- В 1920 до апреля — военком 44 автоброневой колонны танкового отряда.

### В ВЧК—ОГПУ—НКВД
- Апрель—август 1920 — заместитель начальника Особого отдела ВЧК 44-й стрелковой дивизии 12-й армии,
- С августа 1920 начальник Активной части и агентуры Особого отдела ВЧК 12-й армии
- С 1921 — уполномоченный Особого отдела ВЧК Киевского военного округа
- 1921—1922 — уполномоченный Военного подотдела Контрразведывательного отдела Всеукраинской ЧК при СНК Украинской ССР
- С 1922 по июль 1923 — уполномоченный Контрразведывательного отдела Полномочного представительства ОГПУ по Правобережной Украине
- С июля 1923 по декабрь 1925 — уполномоченный Контрразведывательного отдела Полномочного представительства ОГПУ по Юго-Востоку
- С декабря 1925 — март 1926 — помощник начальника Восточного отдела Полномочного представительства ОГПУ по Северо-Кавказскому краю
- С 16 марта — декабрь 1926 — вр. и. о. начальника Черноморского окружного отдела ГПУ
- С декабря 1926 — февраль 1927 — заместитель начальника Черноморского окружного отдела ГПУ
- С декабря 1926 — январь 1927 — заместитель командира 32-го Черноморского пограничного отряда по секретно-оперативной части
- С марта 1927 — декабрь 1928 — помощник начальника Таганрогского окружного отдела ГПУ
- С декабря 1928 — август 1931 — помощник начальника Терского окружного отдела — оперативного сектора ГПУ
- С 6 августа 1931 — 19 января 1934 — начальник Владикавказского — Орджоникидзевского оперативного сектора ГПУ
- 19 января 1934 — 27 февраля 1935 — начальник Черноморского оперативного сектора ГПУ — НКВД
- С февраля 1935 — январь 1936 — начальник Сочинского городского отдела НКВД СССР (Азово-Черноморский край)
- С января 1936 — август 1937 — заместитель начальника Управления НКВД по Челябинской области, майор государственной безопасности. Этот период отмечен вхождением в состав особой тройки, созданной по приказу НКВД СССР от 30.07.1937 № 00447[3] и активным участием в сталинских репрессиях[4].
- С 31 августа 1937 — 10 января 1938 — заместитель начальника I-го отдела ГУГБ НКВД СССР, майор — старший майор государственной безопасности
- 10 января 1938 — 21 января 1939 — начальник Управления НКВД по Иркутской области, старший майор государственной безопасности

### Арест
- В январе 1939 арестован
- 7 июля 1941 приговорён Военной Коллегией Верховного Суда СССР к ВМН.
- 27 июля 1941 расстрелян. Не реабилитирован[5].

## Звания
- младший унтер-офицер Русской армии
- 23 февраля 1936 — майор государственной безопасности
- 9 января 1938 — старший майор государственной безопасности

## Награды
- 16 апреля 1924 орден Красного Знамени (Приказ РВС СССР № 100)
- 20 ноября 1925 орден Красного Знамени
- 4 февраля 1933 знак «Почетный работник ВЧК—ГПУ (XV)»
- 22 февраля 1938 медаль «XX лет РККА»